# 普拉沙伊德
普拉沙伊德是德国莱茵兰-普法尔茨州的一个市镇。总面积3.40平方公里，总人口89人，其中男性51人，女性38人（2011年12月31日），人口密度26人/平方公里。